# Cobarde (canción de Selena)
«Cobarde» es la tercera canción incluida en el álbum Amor Prohibido de la cantante Selena, lanzado el 13 de marzo de 1994. Fue escrita por Jorge Luis Borrego y producida por A.B. Quintanilla III.

## Información
El tema fue escrito en 1993 por el autor Jorge Luis Borrego para el cuarto álbum de estudio de Selena. Es una canción de género tejano, que, esta junto a Tus desprecios, son las únicas de dicho género en aparecer en el álbum. La canción hace referencia a un hombre que se alejó de su novia, el cual prometió que volvería y no fue así, le prometió amor puro y la defraudó, por lo que ella lo llama así, "cobarde".
La canción fue incluida en la gira del grupo entre 1994 y 1995, siendo interpretada en distintas presentaciones en Monterrey y distintas ciudades de Texas. También, fue incluida en el listado de lo que es denominado "El último concierto" de Selena, grabado en el Houston Astrodome de Texas, el 26 de febrero de 1995.
En el año 2012, una versión acústica apareció en el álbum de re-mezclas y duetos de Selena, titulado Enamorada de Ti, siendo solo parte de la edición de lujo exclusiva para Walmart.

## Otras compilaciones
Fue puesta por primera vez en Amor Prohibido en 1994, la canción ha sido en incluida en distintas compilaciones.
| Álbum                         | Track | Año  |
| ----------------------------- | ----- | ---- |
| Selena Live: The Last Concert | 5     | 2001 |
| Unforgettable                 | 8     | 2005 |
| Antología                     | 20    | 2007 |
| La Leyenda                    | 6     | 2010 |
| Enamorada de Ti               | 11    | 2012 |

- Datos: Q25412116